# 北田瑠衣
北田 瑠衣（きただ るい、1981年12月25日 - ）は、福岡県福岡市出身の女子プロゴルファー。沖学園高等学校卒業、折尾女子経済短期大学中退。所属はフリー（2015年3月現在）。

## タイトル・経歴
2001年、日本女子アマチュアゴルフ選手権競技第2位。
2002年、プロテスト合格。
2003年、「徳島・月の宮レディースカップ」（ステップ・アップ・ツアー）でプロ初優勝、この年の年間獲得賞金ランキング第35位。
2004年、「ニチレイカップワールドレディスゴルフトーナメント」でJLPGAツアー初優勝など3勝して、年間獲得賞金ランキング第3位に輝く。LPGA敢闘賞受賞。
2005年1月に行われた第1回女子ゴルフワールドカップで宮里藍とペアを組み優勝。第1回女子ゴルフワールドカップ優勝の功績をたたえ、宮里とともにスポーツ功労者として文部科学大臣に顕彰され、またLPGA特別賞を受賞する。その他LPGA大賞受賞。しかし、2005年のシーズン自体は不調に陥り、年間獲得賞金ランキングも第60位で、シード権を失う結果に終わった。
2006年のシーズンは上位に度々顔を出し、7月中旬に行われたスタンレーレディスツアーで3位に食い込むなど、復活の兆しが見えている。この年の年間獲得賞金ランキングは第27位だった。
2006年シーズン終了後に片山晋呉の元キャディーの石井恵可（えか）と結婚すると発表された。
2007年、伊藤園レディスゴルフトーナメントで優勝。この年の年間獲得賞金ランキングは第33位だった。
2008年、ヨネックスレディスゴルフトーナメントで優勝。この年の年間獲得賞金ランキングは第28位だった。
2009年は優勝なし。この年の年間獲得賞金ランキングは第19位だった。
2010年、Tポイントレディスゴルフトーナメントで優勝。
また同年1月にはジャンクSPORTSに出演。
番組内では高速で30回転後パットを決めなければならないグルグルパッティングという企画に挑戦。目がぐるぐる回っていたためかパットを決めることができず、チャレンジは失敗となった。
2011年以降は勝利から遠ざかっているが、コンスタントに予選通過を重ね、2015年まで10年連続で賞金シードを確保し続けてたが、2016年は半数以上の試合で予選落ちを喫し、賞金ランキング70位で賞金シードを失った。

## 人物
スイング後のヘソ出しルックやカメラ目線でのウインク等で、一部メディアに「美人プロゴルファー」と言われ注目を浴びる。
大のクルマ好きとして知られ、2007年よりプジョー・シトロエン・ジャポン（当時はプジョー・ジャポン）がスポンサーとなっている。
407SW、3008、そして現在は508SWを貸与されている。
2018年に結婚。2022年7月現在は宮城県大和町在住。

## 名誉毀損訴訟
2006年10月3日、「2ちゃんねる」で彼女を誹謗中傷する書き込みを巡って、管理人のひろゆきこと西村博之に対して東京地方裁判所に書き込みの削除と損害賠償を求める民事訴訟を提起。西村博之はこの裁判について、「彼女の誹謗中傷の書き込みの削除にちゃんと応じたんだから、これ以上何を行えば良いのか？」と語った（但し確実に行なわれた保証はない）。11日に開かれた公判は、ひろゆき・代理人弁護士いずれも出廷せず、北田の請求を認諾したと看做され、25日に100万円の賠償を命じる全面勝訴の判決が言い渡された。